# Cantone di Salles-Curan
Il Cantone di Salles-Curan era una divisione amministrativa dell'arrondissement di Millau.
A seguito della riforma approvata con decreto del 21 febbraio 2014, che ha avuto attuazione dopo le elezioni dipartimentali del 2015, è stato soppresso.

## Composizione
Comprendeva i comuni di:
- Alrance
- Curan
- Salles-Curan
- Villefranche-de-Panat